# Cmentarz Wwiedieński
Cmentarz Wwiedieński w Moskwie, zwany także Cmentarzem Niemieckim lub Cmentarzem Innowierców (ros. Введенское кладбище) – zabytkowa nekropolia leżąca w moskiewskiej dzielnicy Lefortowo. Założony w 1771 dla ofiar epidemii dżumy. Później spoczęli tu Niemcy, Francuzi, Włosi oraz Polacy, których los zetknął ze stolicą Rosji.

## Galeria

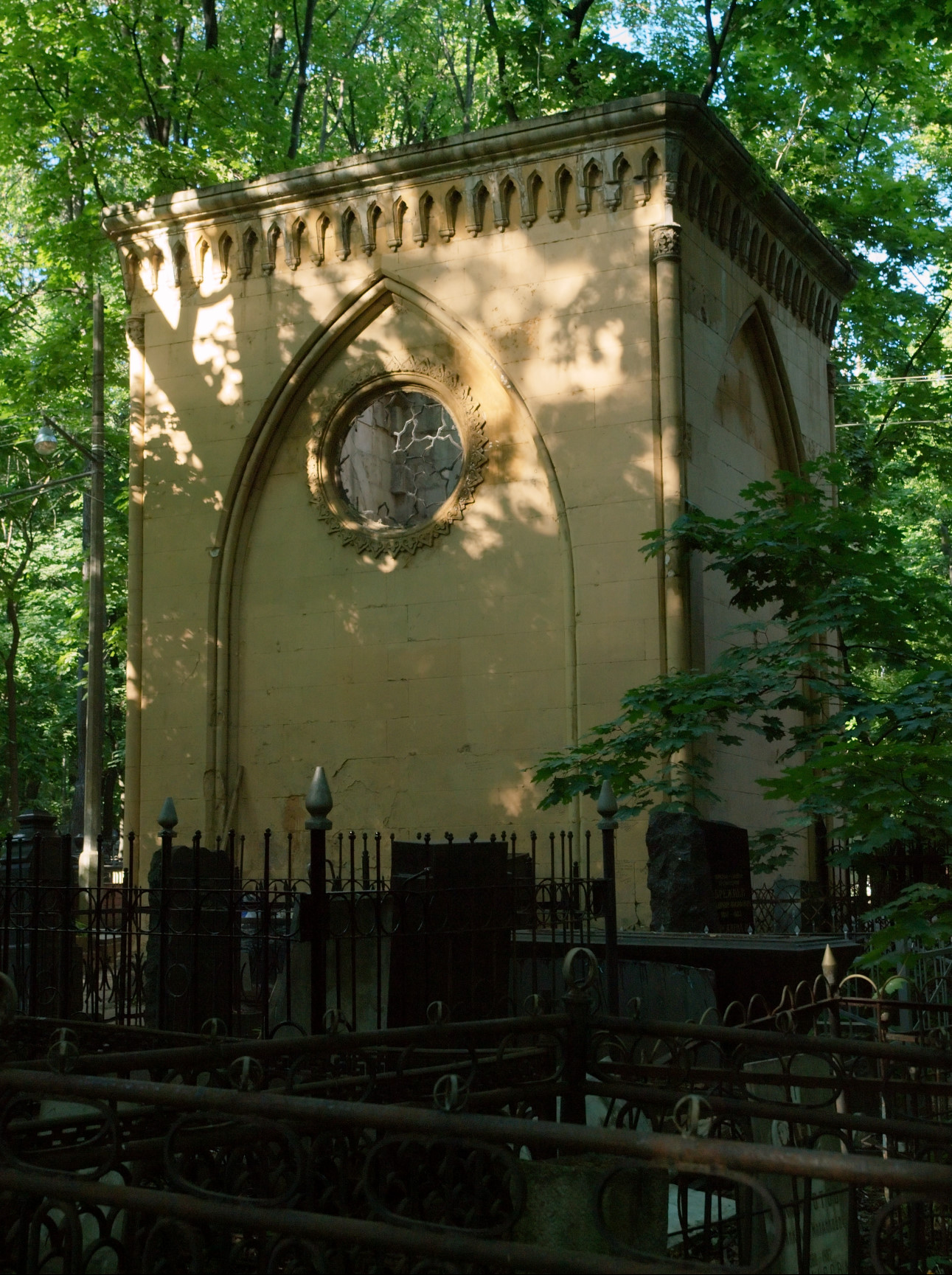
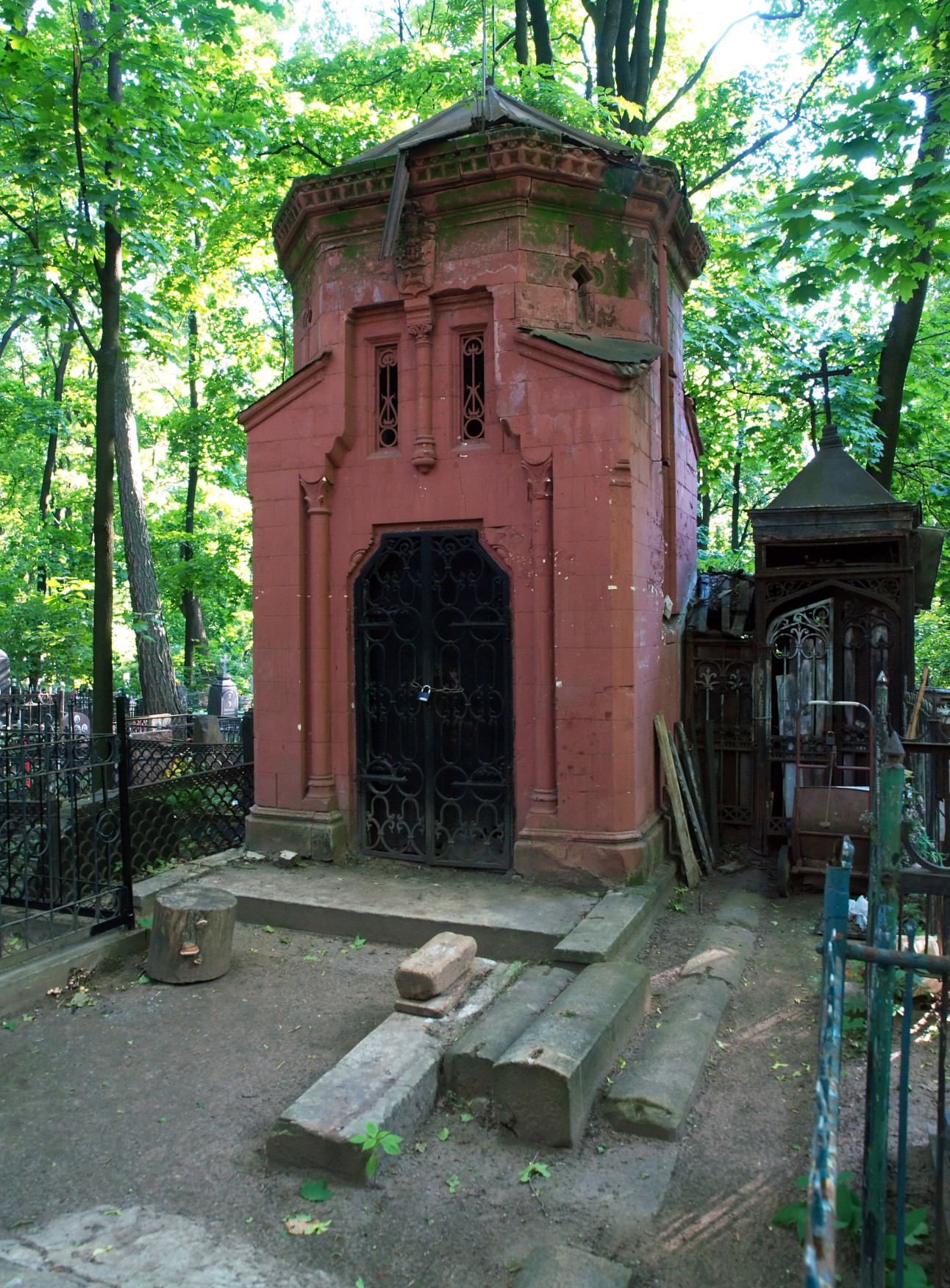
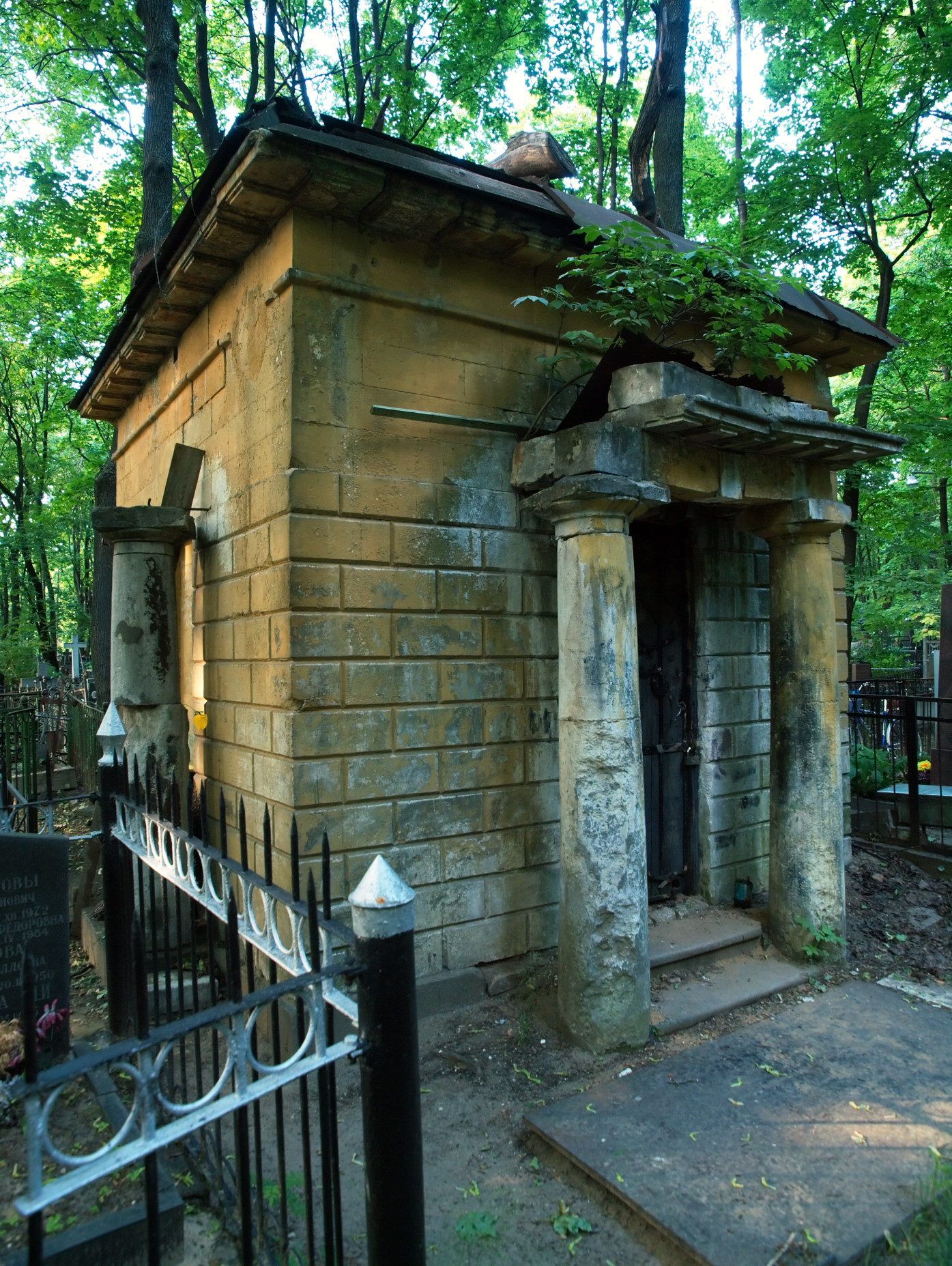
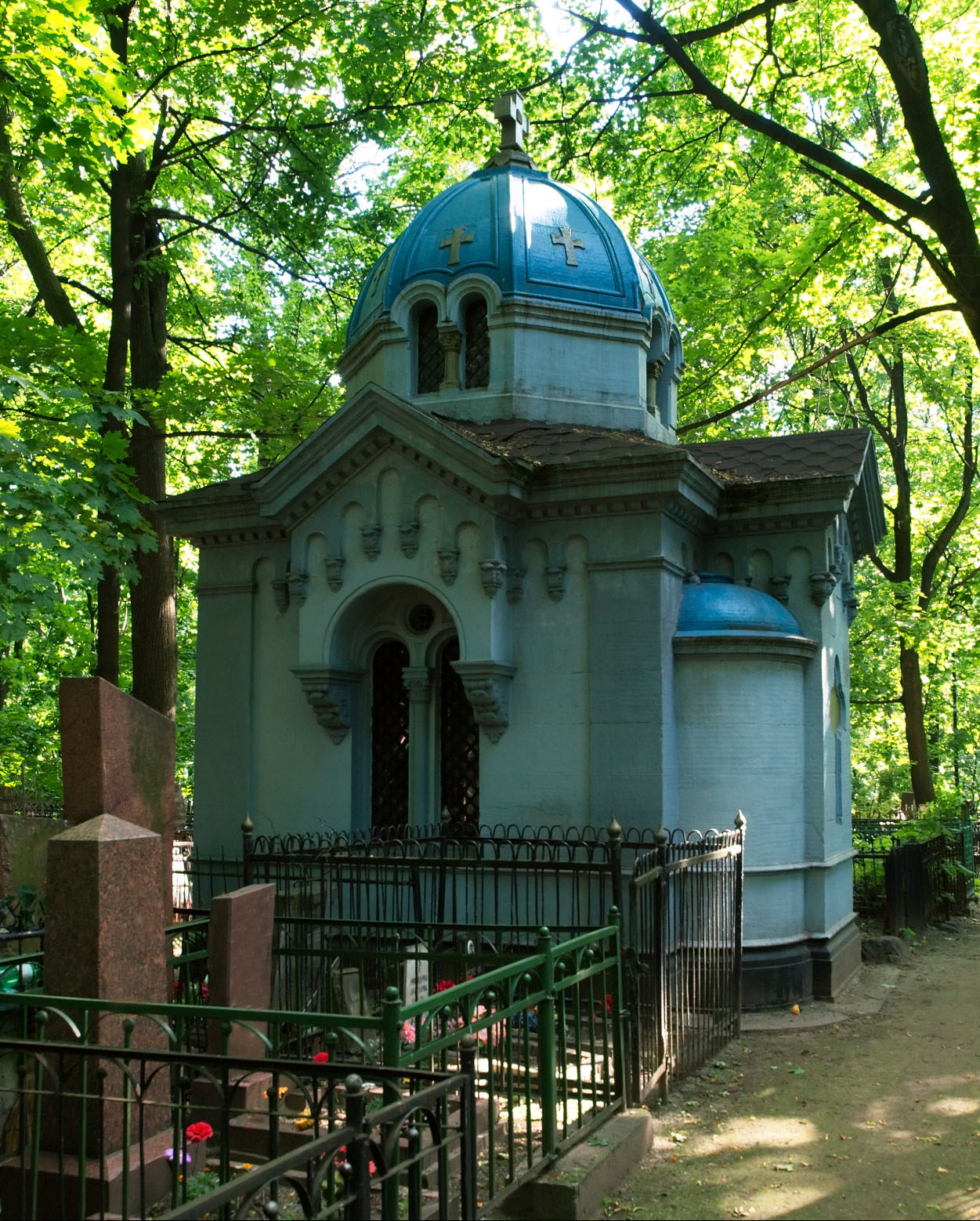